# 2008年5月臺灣
| << | 2008年5月 （民國97年） | >> |    |    |    |    |
| \| 日 \| 一 \| 二 \| 三 \| 四 \| 五 \| 六 \| \| \| \| \| \| 1 \| 2 \| 3 \| \| 4 \| 5 \| 6 \| 7 \| 8 \| 9 \| 10 \| \| 11 \| 12 \| 13 \| 14 \| 15 \| 16 \| 17 \| \| 18 \| 19 \| 20 \| 21 \| 22 \| 23 \| 24 \| \| 25 \| 26 \| 27 \| 28 \| 29 \| 30 \| 31 \| \| \| \| \| \| \| \| \| |                        |    |    |    |    |    |
| 臺灣新聞動態／維基新聞 |                        |    |    |    |    |    |
| 世界／中国大陆／臺灣 |                        |    |    |    |    |    |
| 日 | 一                     | 二 | 三 | 四 | 五 | 六 |
| |                        |    |    | 1  | 2  | 3  |
| 4 | 5                      | 6  | 7  | 8  | 9  | 10 |
| 11 | 12                     | 13 | 14 | 15 | 16 | 17 |
| 18 | 19                     | 20 | 21 | 22 | 23 | 24 |
| 25 | 26                     | 27 | 28 | 29 | 30 | 31 |
| |                        |    |    |    |    |    |

## 5月31日
- 去年底封園的慈湖、頭寮陵寢，今日起重新對外開放，首日估計有近一萬人次前往參觀。中國時報

## 5月30日
- 行政院長劉兆玄首度在立法院進行施政報告與備詢，並對油價提前調漲一事公開向社會大眾道歉。中國時報１２（页面存档备份，存于）自由時報
- 中華開發前董事長劉泰英涉及新瑞都案、台鳳案等弊案，台灣高等法院改依公益侵占等七項罪名，並援引九十六年減刑條例從八年減刑為五年十月，部分罪責二審定讞。若檢方不予上訴，劉泰英將立即面臨發監執行的命運。中國時報（页面存档备份，存于）自由時報

## 5月29日
- 海協會今日來函海基會，期望在「九二共識」的基礎上，儘速恢復制度化協商，雙方並將在6月13日於北京就兩岸週末包機、陸客來台等議題簽署協議。兩岸兩會在兩國論之後中斷近十年的制度化協商再度啟動。中國時報自由時報
- 內政部長廖了以宣佈，台北市警察局局長王卓鈞接任警政署署長，現任署長侯友宜轉任警大校長，現任警大校長謝銀黨則調為行政院十四職等顧問。中國時報[永久]自由時報

## 5月28日
- 國民黨主席吳伯雄與中共總書記胡錦濤於北京人民大會堂舉行會談，雙方初步達成共識，兩岸應在九二共識的基礎上，儘速恢復海基會和海協會的協商機制，並在最短時間內完成兩岸週末包機與大陸旅客來台觀光。此為兩岸執政黨領導人首度展開直接對話。中國時報自由時報
- 苗栗縣籍立法委員李乙廷選前涉嫌賄選案，苗栗地方法院今日判決其當選無效。本案雖尚未定讞，但已成為第七屆立委首個當選無效的案例。中國時報[永久]自由時報
- 交通部晚間發布新聞稿，宣佈8月起郵票標示的國名字樣將從現行的「台灣」改回「中華民國」，並以罕見的強烈語氣譴責民進黨政府的郵票改名行為。交通部新聞稿[永久]中國時報（页面存档备份，存于）自由時報

## 5月27日
- 為避免有心人士囤油危及社會安全，行政院傍晚緊急宣布油電等能源價格調漲方案，並將此次調整定調為「一次漲價，多元吸收」。中油同步從6月1日提前自5月28日零時起調漲油價，無鉛汽油每公升調漲3.9元，超級柴油每公升調漲4.4元，液化石油氣調漲3.9元，天然氣則調漲3.85元。中國時報１２自由時報
- 擁有29年歷史的知名連鎖糕餅業者丹比，今日對外證實已向法院宣告破產，將於五月底結束全台17個直營門市與4個加盟店的營業，二百餘名員工的薪資將依照相關法令處理。中國時報自由時報

## 5月26日
- 為期兩天的97年第一次國中基測結束，考試科目共有數學、社會等兩科。兩天考試期間，發生考生違規事件共412件，而除了國文寫作測驗外，各科缺考率都在1％以下。考生成績單將於6月5日統一寄發。中國時報自由時報yam天空新聞（页面存档备份，存于）

## 5月25日
- 97年第一次國中基測於今日登場，共計約31名國中學生應考。第一天的考試科目共有國文、英文、自然等三科，國文作文則以「當一天的老師」作為主題。中國時報自由時報

## 5月24日
- 一架後送傷患至台北的中興航空編號BK117號直升機，凌晨返回金門尚義機場準備降落時，在跑道前端失速墜毀，機身全毀，正駕駛手臂遭到截斷，所幸機上三人皆無生命危險。yam天空新聞─中央社１（页面存档备份，存于）２（页面存档备份，存于）自由時報

## 5月23日
- 繼馬以南等第一家庭成員後，第一夫人周美青於日前正式向兆豐商銀申請退休，並將投入社會慈善工作。兆豐商銀則表示最晚將在6月5日核定申請。中國時報自由時報yam天空新聞─中央社（页面存档备份，存于）
- 國民黨籍立法委員李慶安爆發雙重國籍疑雲後，立法院院會通過決議案，全面清查所有第七屆立法委員及中央公職人員是否具備外國國籍，最遲在6月10日院會前完成列冊全體委員資料，並行文外交部協助調查。中國時報自由時報yam天空新聞─中央社（页面存档备份，存于）

## 5月22日
- 行政院召開新內閣上任後首次院會[[[Wikipedia:格式手册/链接#章節|錨點失效]]]，會中通過「加強地方建設，擴大內需方案」、「週末包機及大陸觀光客來台方案」、「當前物價穩定方案」等重大政策決議案。民生物資方面，油價、電價將分別在6月、7月調漲；兩岸包機直航方面，7月4日實施後將開放8個機場直航，初期開放每日3千名大陸觀光客來台。yam天空新聞─中央社（页面存档备份，存于）中國時報１２自由時報１２
- 第19屆金曲獎入圍名單於今日公佈，流行音樂獎項方面，張惠妹、孫燕姿、梁靜茹、蔡健雅、莫文蔚、蔡淳佳等6人入圍最佳國語女歌手獎；最佳國語男歌手獎入圍者則包括陳奕迅、TANK、信、楊培安、曹格、方大同等7人；最佳年度歌曲則有6首入圍。yam天空新聞─中央社（页面存档备份，存于）中國時報中時娛樂自由時報１２

## 5月21日
- 民進黨舉行第12任主席就職典禮，蔡英文正式從謝長廷手中接下黨主席職務，成為民進黨創黨以來首位女性黨主席。自由時報中國時報[永久]

- 總統府考試委員、監察委員提名審薦小組召開自馬英九就任總統後的第一次會議，會中決議於5月25日至6月5日止接受社會各屆公開推薦新任考試委員、監察委員人選，審薦小組成員則一律不推薦人選。PChome新聞─中央社

## 5月20日
- 馬英九、蕭萬長就任第十二任總統、副總統，總統府各級首長、新內閣閣員亦於同日宣誓就職，中國國民黨正式重掌執政權。yam天空新聞─中央社１（页面存档备份，存于）２（页面存档备份，存于）中國時報１[永久]２[永久]自由時報１２
- 甫卸任的前總統陳水扁，因涉及國務機要費案，遭最高檢察署特偵組列為貪瀆被告。此為歷任總統卸任後，立即被列為被告偵查的首例。中國時報[永久]自由時報

## 5月19日
- 第61屆世界衛生大會（WHA）今日起於日內瓦召開，中華民國以「台灣」名義再度申請成為WHA觀察員，但最後仍未列入大會議程，提案遭到否決。此為台灣第12度向WHA叩關失敗。中國時報[永久]自由時報

## 5月18日
- 前行政院副院長蔡英文在民主進步黨主席選舉中擊敗對手辜寬敏，當選民主進步黨第12任主席。yam天空新聞─中央社（页面存档备份，存于）

## 5月17日
- 衛生署公佈去年國人十大死因，癌症連續廿六年蟬聯十大死因之首，心臟疾病、腦血管疾病則分居二、三名。國人平均壽命方面，去年首度突破78歲，達到78.25歲。中國時報自由時報

## 5月16日
- 衛生署疾病管制局針對5月14日擅自離開署立台中醫院的多重抗藥性結核病（MDR）李姓病患，公布當事人的影像及特徵。這是政府首次「通緝」結核病病患的案例。yam天空新聞─中央社（页面存档备份，存于）中國時報

## 5月15日
- 臺灣鐵路管理局實施歷年來幅度最大的列車時刻改點，預計將對每日約卅萬的通勤旅次造成影響。中國時報[永久]自由時報
- 準總統馬英九辦公室發布新內閣人事消息，準行政院長劉兆玄已請現任海巡署署長王進旺續任，內政部長則確定由前台中縣長廖了以接任。yam天空新聞─中央社１（页面存档备份，存于）２（页面存档备份，存于）

## 5月14日
- 今日台北匯市，新台幣兌美元跌破31元關卡，終場以31.002元作收，重貶1.29角，總成交量為20.74億美元。中國時報[永久]自由時報
- 瑞士國際管理發展學院（IMD）公布2008年世界各國競爭力排名，台灣排名從去年的第18名上升到第13名，總分則為77.4分，超越中國大陸的第18名（總分73.8分）。中國時報[永久]自由時報

## 5月13日
- 大學甄選入學各校錄取結果於今日公告放榜。南北兩大傳統名校方面，國立臺灣大學錄取學生仍以建中學生最多，達199人；國立成功大學錄取學生則以來自台南一中的學生最多，共計64人。yam天空新聞─中央社（页面存档备份，存于）
- 97學年度第一次國民中學學生基本學力測驗印卷分卷工作人員，於今日下午在國家教育研究院豐原院區入闈，在教育部次長吳財順親自封闈後，展開共計13天的組題、印卷、分卷等工作。yam天空新聞─中央社（页面存档备份，存于）

## 5月12日
- 遠東航空宣布自明日（13日）起暫停營業，僅有條件飛航部分航班載運旅客返台。新浪新聞─中央社[]中國時報自由時報

## 5月11日
- 準總統馬英九辦公室公布新政府國家安全會議人事名單，國安會秘書長由前立委蘇起出任，三位副秘書長分別由政大政治系教授何思因、海軍備役中將李海東、東華大學公共行政研究所教授高長接任，五位諮詢委員則分別為清大生醫工程與環境科學系教授鍾堅、政大國關中心研究員陳德昇、中華民國全國工業總會副秘書長蔡宏明、台大政治系教授楊永明、淡大美研所助理教授詹滿容。總統府新一波人事名單也同步公佈，總統府副秘書長由台大政治系教授高朗出任，國史館館長由中研院近代史研究所研究員林滿紅接任，新設置的總統府發言人一職則由世新大學法律系副教授王郁琦出任。中國時報（页面存档备份，存于）自由時報

## 5月10日
- 候任內政部長廖風德於今天下午在台北市木柵山區與妻子爬山時意外休克昏迷，送院前已無生命跡象，萬芳醫院經五個小時全力急救，仍於21時10分宣告不治，死因為心肺衰竭，得年五十七歲。中時電子報（页面存档备份，存于）中國時報自由時報

## 5月9日
- 吳哥航空無預警宣佈自10日起停飛，滯留吳哥窟的449名旅客將分三批返回台灣，與吳哥航空合作的八家旅行社估計損失超過新台幣1億元。中國時報自由時報
- 台灣高鐵公司表示，高鐵計畫新增的苗栗、彰化、雲林等三站，預定2008年下半年可展開設計作業，並在六十六個月內完工通車。自由時報

## 5月8日
- 巴紐外交費侵吞案的重要關係被告金紀玖，透過加州華裔律師張修對外表示自己並沒有侵占巴紐外交經費，其個人亦將在5月20日馬英九就任總統前公開台巴建交案的內幕。中國時報（页面存档备份，存于）自由時報

## 5月7日
- 巴紐外交費侵吞案重要關係人吳思材晚間遭檢方收押禁見前，轉交其委任律師徐景星一封「保命信」，信中指控前行政院副院長邱義仁、前外交部長黃志芳、前國防部副部長柯承亨等三人分走了2980萬美元的「建交費」，外交部參事張強生也涉入其中。。此信在對外公佈前，曾由徐景星轉交給準總統馬英九，但馬英九予以回絕。中國時報自由時報

## 5月6日
- 台北地檢署偵辦巴紐外交費侵吞案，針對行政院副院長邱義仁、外交部長黃志芳及國防部副部長柯承亨等人，上午大規模搜索行政院本部、外交部及國防部辦公室和三人住家等八處地點，創下中華民國司法史上檢察機關對行政部門行使強制搜索權的最高層級紀錄。在檢方搜索後，邱義仁、黃志芳和柯承亨三人，先後召開記者會宣布請辭。中國時報自由時報

## 5月5日
- 巴紐外交費侵吞案重要關係人之一的行政院副院長邱義仁發布聲明稿，宣布退出民進黨，並在近日離開政府職位後「永遠退出政壇」。台北地檢署於同日傳喚邱義仁到案說明，訊後將其飭回；但檢方將邱義仁由關係人轉列為「貪瀆被告」，並限制出境。中國時報１２（页面存档备份，存于）自由時報１２

## 5月4日
- 民主進步黨今日在台北國際會議中心舉行臨時全國黨員代表大會，由於368位黨代表僅156位出席，未達184位的法定開會人數，黨主席謝長廷最後宣布臨全會改為「座談會」。這是民進黨創黨以來全代會首次流會。自由時報中國時報[永久]

## 5月3日
- 巴紐外交費侵吞案重要關係人吳思材，在個人律師和立法委員林郁方陪同下召開記者會說明。吳思材表示，巴紐要求的建交金額是二千萬美元，後來擔任外交部窗口的金紀玖曾提高金額四千萬美元，但外交部長黃志芳只同意撥款三千萬美元。自由時報

## 5月2日
- 針對巴紐外交費侵吞案，在國安會秘書長任內主導此金援案的行政院副院長邱義仁，坦承自己需為此案負最大責任，但也表示自己不清楚經費目前的流向。自由時報中時電子報１２
- 由於油價居高不下，九十七年四月份國內汽車領牌數僅兩萬輛出頭，創下近二十年來同月最低紀錄。自由時報
- 由台北富邦銀行發行的運動彩券正式上路，首日共有美國職棒、日本足球職業聯賽、英超足球聯賽等37場國際賽事供投注。中時電子報自由時報

## 5月1日
- 外交部於民國95年（2006年）間，為與巴布亞紐幾內亞建交，將援助巴國的3000萬美元（折合新台幣約10億元），透過新加坡籍人士吳思材、台灣商人金紀玖轉交予巴國黨政高層，但此經費卻反遭兩人私吞。此案是外交部執行機密外交多年，第一起外交經費遭人侵吞的弊案。中國時報１（页面存档备份，存于）２